# Bahnhof Minami-Chitose
Der Bahnhof Minami-Chitose (jap. 南千歳駅, Minami-Chitose-eki) ist ein Bahnhof auf der japanischen Insel Hokkaidō. Er befindet sich in der Unterpräfektur Ishikari auf dem Gebiet der Stadt Chitose.

## Verbindungen
Minami-Chitose ist ein Trennungsbahnhof an der Chitose-Linie von Sapporo nach Tomakomai. Hier zweigen zwei Strecken ab: Nach Süden eine 2,6 km lange, weitgehend unterirdische Zweigstrecke der Chitose-Linie zum Flughafen Neu-Chitose, nach Süden die Sekishō-Linie in Richtung Yūbari, Obihiro und Kushiro. Beide Linien werden von der Gesellschaft JR Hokkaido betrieben.
In Minami-Chitose halten sämtliche Schnellzüge, die von Sapporo aus in Richtung Süden oder Osten verkehren. Dazu gehören die Super Hokuto und Hokuto nach Hakodate, die Suzuran nach Muroran, die Super Ōzora nach Kushiro und die Super Tokachi nach Obihiro. Am häufigsten verkehrt der Airport Liner: Vom Flughafen aus alle 15 Minuten nach Sapporo und alle 30 Minuten nach Otaru. Die Nachtzüge Hokutosei und Cassiopeia wurden 2015 bzw. 2016 eingestellt. Im Nahverkehr verkehren Regionalzüge in einem dichten Takt zwischen Sapporo und Tomakomai, etwa alle zwei bis drei Stunden nach Oiwake und drei- bis viermal täglich nach Yūbari.
Beidseits des Bahnhofs befinden sich Bushaltestellen, die von verschiedenen Stadt- und Regionallinien der Gesellschaften Hokkaidō Chūō Bus, Hokuto Kōtsū, Atsuma Bus und Dōnan Bus bedient werden.

## Anlage
Der Bahnhof ist in Nordwest-Südost-Richtung angeordnet, parallel zur Nationalstraße 36. Er besitzt vier Gleise, die alle dem Personenverkehr dienen. Diese liegen an zwei überdachten Mittelbahnsteigen und sind so angeordnet, dass in derselben Fahrtrichtung üblicherweise am gleichen Bahnsteig umgestiegen werden kann. Das Empfangsgebäude besitzt die Form eines Reiterbahnhofs, der die Gleise überspannt. Eine gedeckte Fußgängerüberführung überquert die Nationalstraße, eine weitere führt zum Bürogebäude Arcadia Plaza und zum Einkaufszentrum Chitose Outlet Mall Rera.

## Bilder

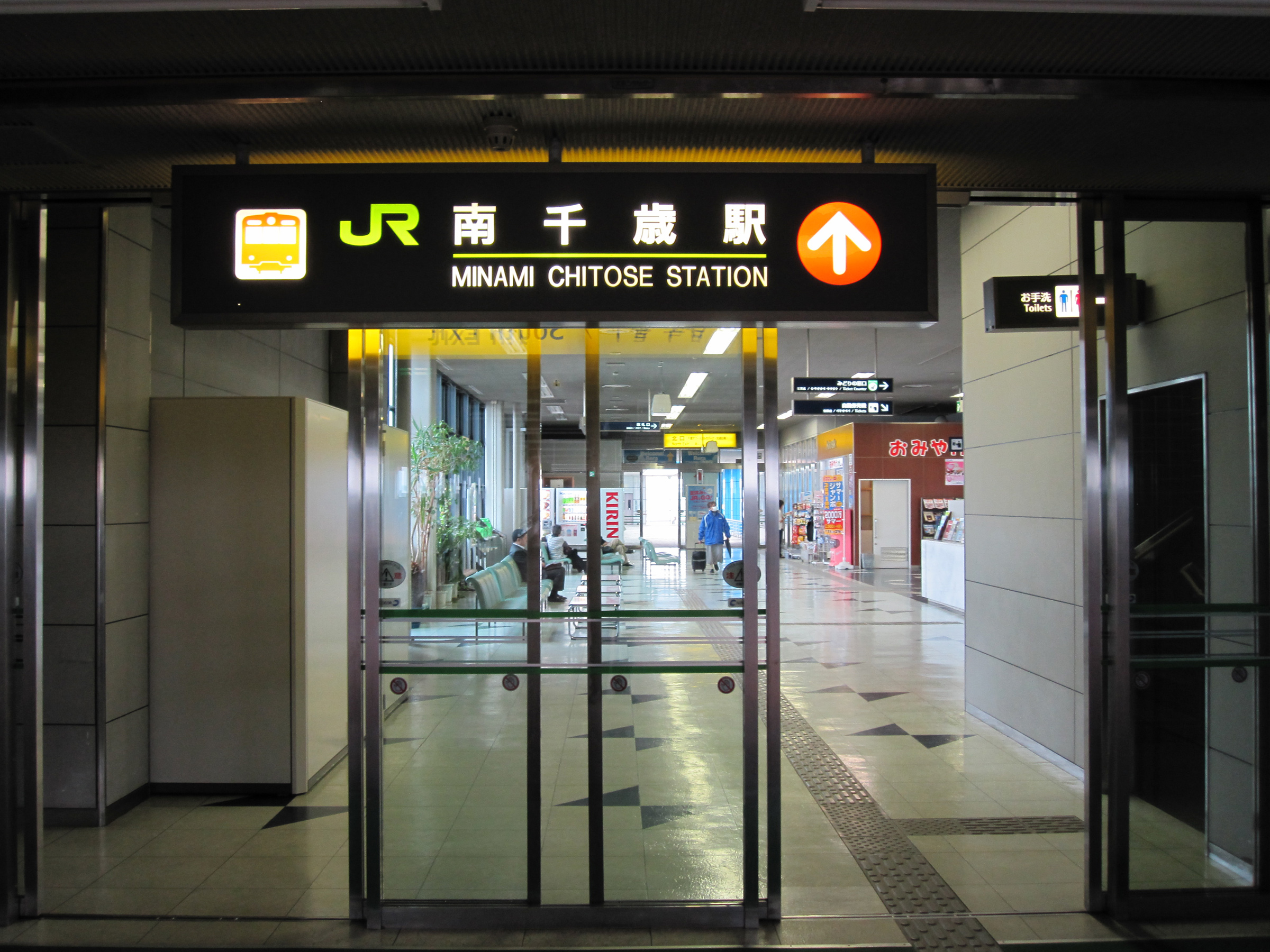
Eingangsbereich
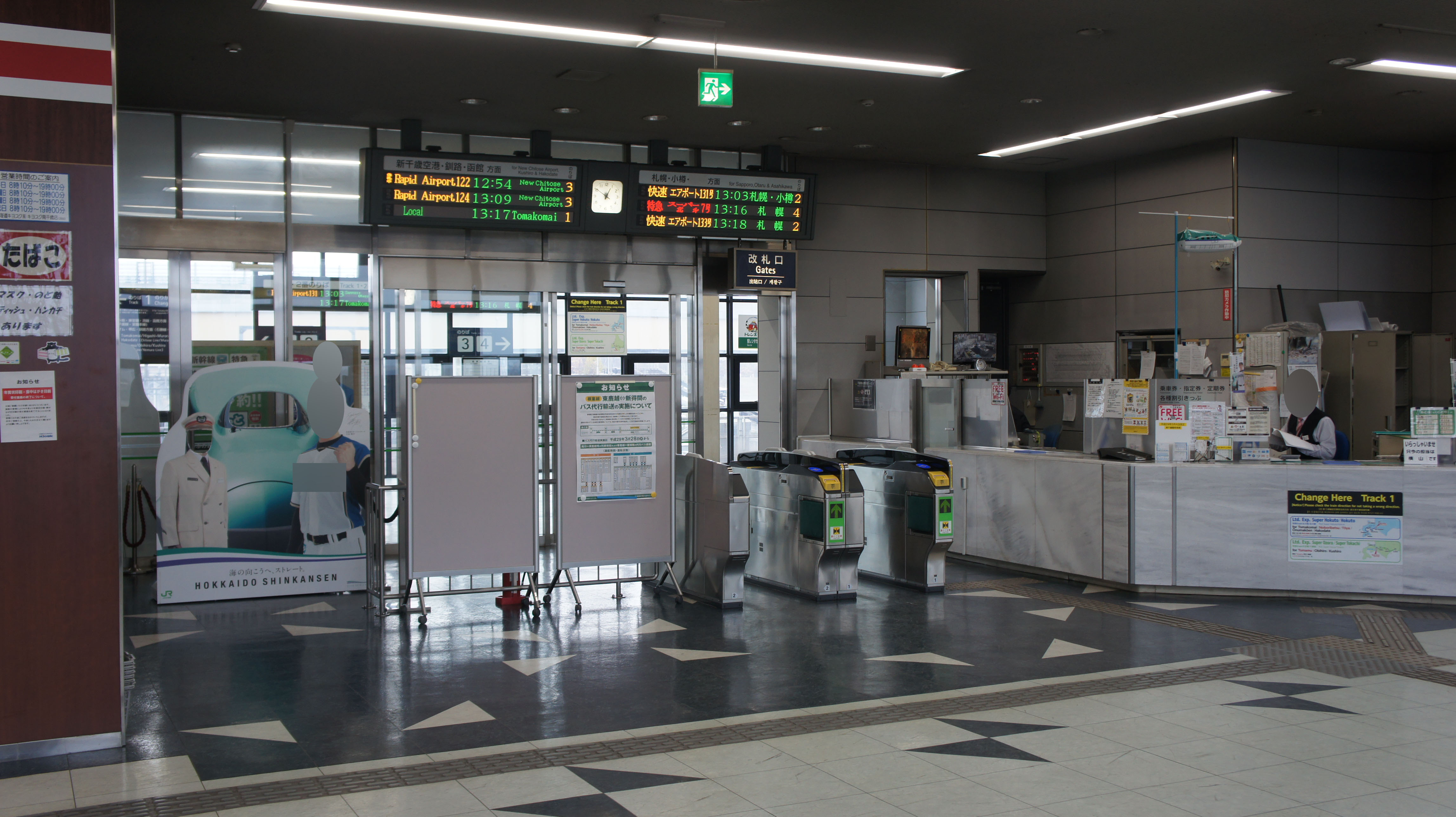
Verkaufsschalter
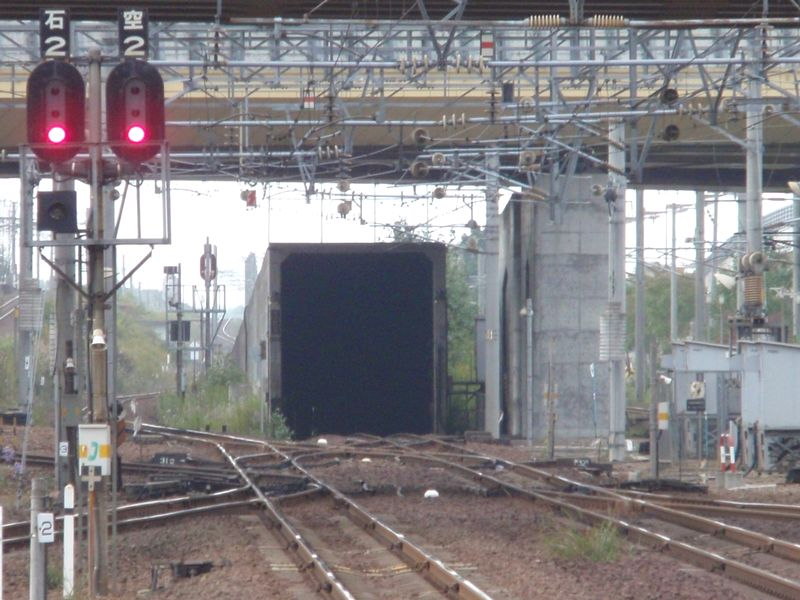
Portal des Flughafentunnels
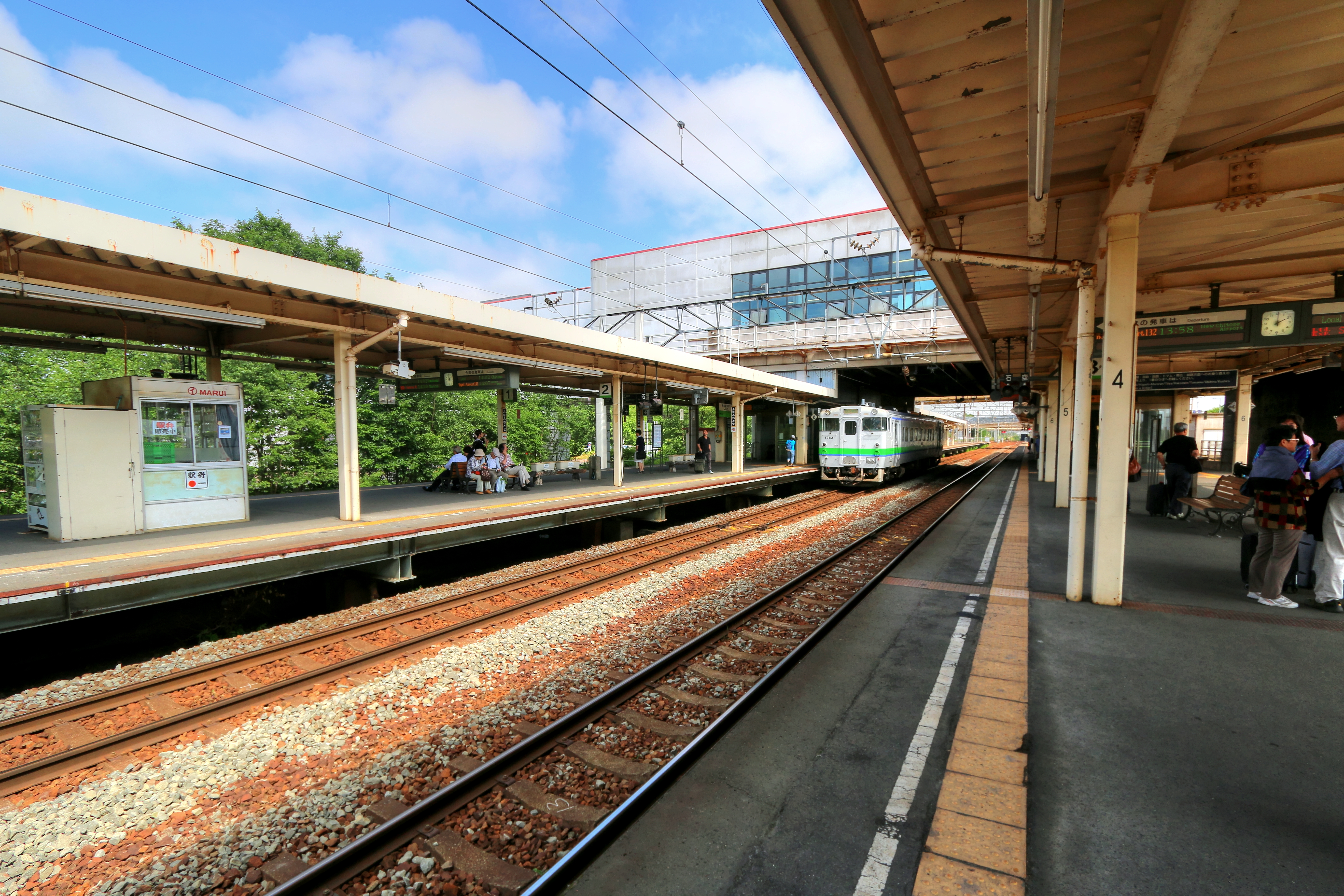
Bahnsteige
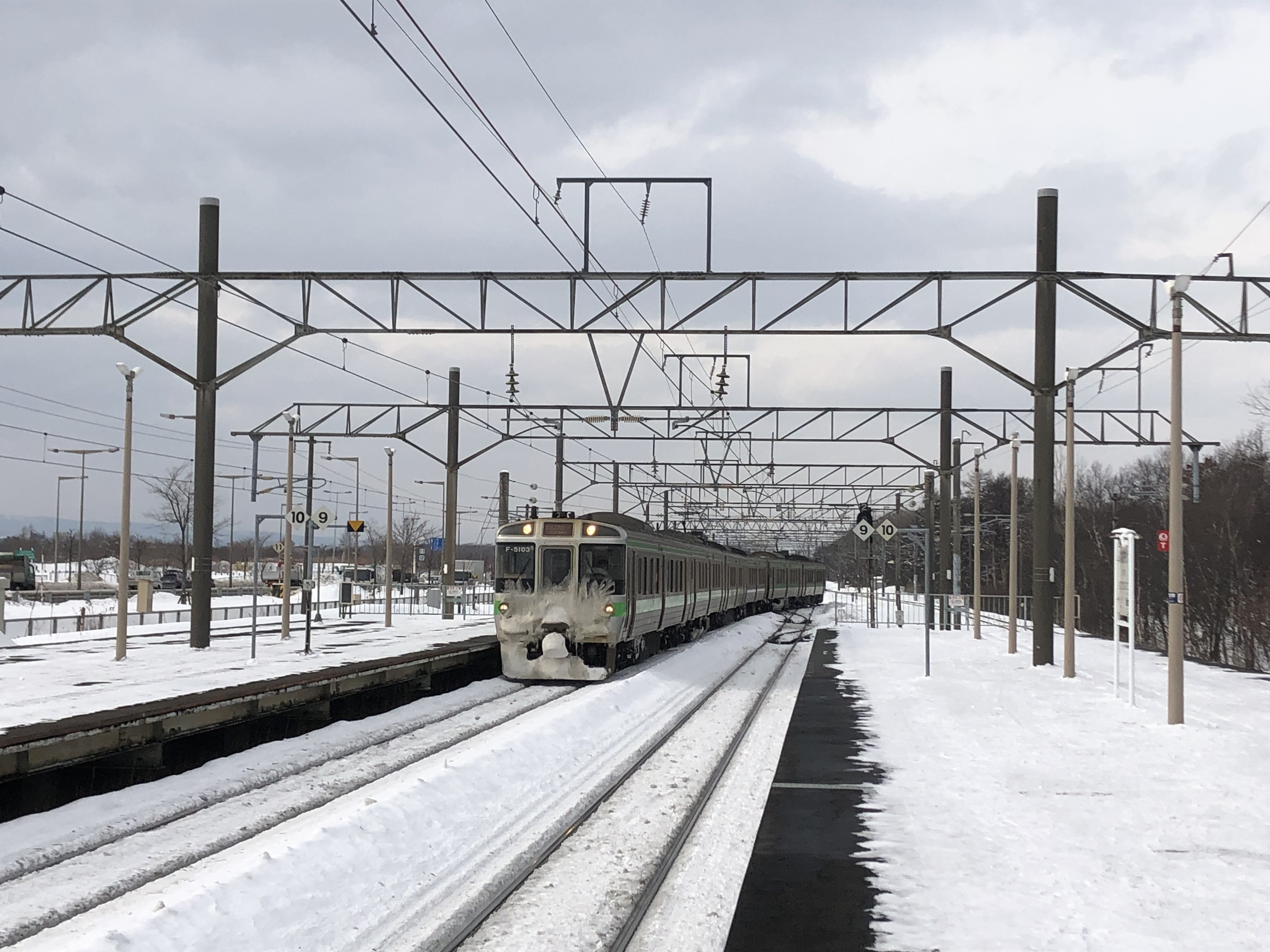
Flughafenschnellzug auf dem Weg zum Bahnhof Minami-Chitose

## Gleise

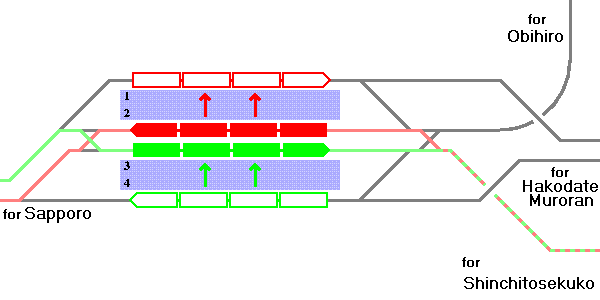
Gleisplan

| 1 | ▉ Chitose-Linie | Tomakomai • Muroran • Hakodate           |
| 1 | ▉ Chitose-Linie | Flughafen Neu-Chitose (einzelne Züge)    |
| 1 | ▉ Sekishō-Linie | Oiwake • Shin-Yūbari • Obihiro • Kushiro |
| 2 | ▉ Chitose-Linie | Sapporo • Teine • Otaru                  |
| 2 | ▉ Chitose-Linie | Flughafen Neu-Chitose (einzelne Züge)    |
| 2 | ▉ Sekishō-Linie | Oiwake (einzelne Züge)                   |
| 3 | ▉ Chitose-Linie | Flughafen Neu-Chitose                    |
| 3 | ▉ Chitose-Linie | Sapporo • Teine • Otaru (einzelne Züge)  |
| 4 | ▉ Chitose-Linie | Sapporo • Teine • Otaru                  |

## Linien
| Verlauf der Sekishō-Linie                                                                                                |
| --- |
| Minami-Chitose • Oiwake • Higashi-Oiwake • Kawabata • Takinoue • Tomisato • Shin-Yūbari • Shimukappu • Tomamu • Shintoku |

| Verlauf der Chitose-Linie |
| --- |
| Sapporo • Naebo • Shiroishi • Heiwa • Shin-Sapporo • Kami-Nopporo • Kita-Hiroshima • Shimamatsu • Megumino • Eniwa • Sapporo Beer Teien • Osatsu • Chitose • Minami-Chitose • Bibi • Uenae • Numanohata Flughafen-Zweigstrecke: Minami-Chitose • Shin-Chitose Kūkō |

## Geschichte
Die Chitose-Linie war 1926 eröffnet worden, doch fuhren die Züge hier noch mehrere Jahrzehnte lang durch. Dies änderte sich in den 1970er Jahren mit der Umsetzung eines Entwicklungsplanes der Japanischen Staatsbahn, der den Nahverkehr in der Agglomeration Sapporo deutlich verbesserte. Sieben Jahre nachdem die Chitose-Linie zweigleisig ausgebaut worden war, wurde sie am 1. Oktober 1980 elektrifiziert. Am selben Tag nahm die Staatsbahn einen neuen Bahnhof mit der Bezeichnung Chitose-kūkō (千歳空港) in Betrieb. Der damalige Name wies auf die Nähe zum Flughafen Chitose hin.
Mit der Eröffnung der Sekishō-Linie am 1. Oktober 1981, die eine direktere Verbindung zwischen Sapporo und dem Osten Hokkaidōs ermöglichte, entwickelte sich der Bahnhof zu einem Verkehrsknotenpunkt. Im Rahmen der Staatsbahnprivatisierung ging er am 1. April 1987 in den Besitz der neuen Gesellschaft JR Hokkaido über. Die neue Besitzerin nahm am 1. Juli 1992 die Neubaustrecke zum Flughafen Neu-Chitose in Betrieb und gab den Bahnhof gleichzeitig seinen heutigen Namen.